# Acanthochondria yui
Acanthochondria yui är en kräftdjursart. Acanthochondria yui ingår i släktet Acanthochondria och familjen Chondracanthidae. Inga underarter finns listade i Catalogue of Life.